# NGC 1320
NGC 1320 è una galassia a spirale situata nella costellazione dell'Eridano, a una distanza di circa 126 milioni di anni luce dalla nostra Via Lattea.

## Scoperta
La galassia è stata scoperta il 20 settembre 1784 dall'astronomo britannico di origine tedesca William Herschel.

## Descrizione

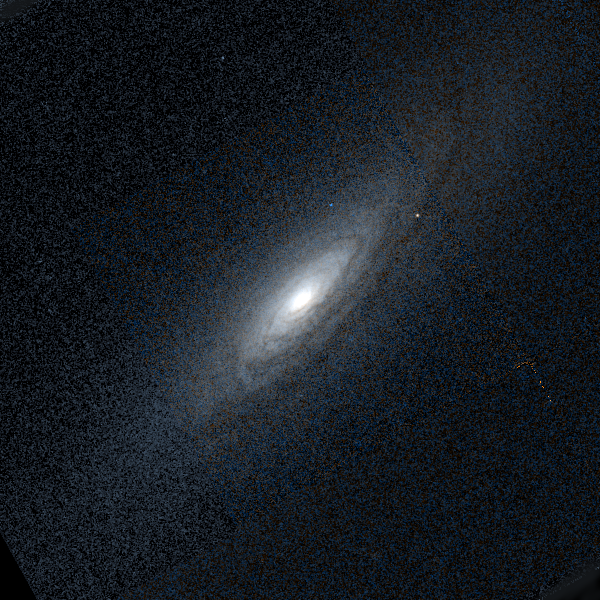
NGC 1320 nelle immagini riprese dal Telescopio spaziale Hubble.

NGC 1320 ha una classe di luminosità I ed è inoltre una galassia attiva del tipo Seyfert 2.
Ha un nucleo molto luminoso nell'ultravioletto ed è iscritta nel catalogo di Markarian con il codice Mrk 607 (MK 607).

## Buco nero supermassiccio
In un articolo del 2002, la massa del buco nero centrale di NGC 1320 è stimata in 1,51 x 107 {\displaystyle M_{\odot }} (107,18 {\displaystyle M_{\odot }}).
Uno studio del 2007 su 90 galassie del tipo Seyfert 2, utilizzando la loro dispersione di velocità, ha permesso di stimare la massa del buco nero supermassiccio che si ritiene sia presente al centro di ognuna di loro. Per NGC 1320 la stima è di 15 x 106 {\displaystyle M_{\odot }} (107,18 {\displaystyle M_{\odot }}).
In un altro studio del 2012, basato sulla velocità di dispersione della regione centrale, la massa del buco nero centrale è stimata in 19,5 milioni di masse solari (107,29 {\displaystyle M_{\odot }}).

## Supernova
L'11 settembre 1994, all'interno di NGC 1320 è stata scoperta la supernova SN 1994aa dall'astronomo australiano Robert H. McNaught. La supernova è stata classificata di tipo Ia.